# Dionysies
Les Dionysies (en grec ancien : Διονύσια) étaient des festivités religieuses annuelles dédiées au dieu Dionysos dans la Grèce antique. Au cours de leurs célébrations, les participants étaient appelés à concourir en agônes tragiques. Les « agônes comiques », initialement présents aux Dionysies, se seraient déroulés durant une autre festivité, toujours dédiée à Dionysos, les Lénéennes.

## Origines
L'institution des Dionysies est généralement attribuée au tyran Pisistrate et remonte aux années comprises entre -535 et -532 environ. L'importance de ce culte a des racines profondes dont les fondements se retrouvent d'une part dans le milieu religieux et d'autre part dans les milieux davantage culturels et sociopolitiques. Le culte de Dionysos, dieu du vin et de l'ivresse, a été à l'origine d'une déchéance vers la débauche sexuelle et la violence, ce qui devenait de moins en moins compatible avec le maintien de l'ordre social. Vers la fin du VIe siècle av. J.-C. le pouvoir politique d'Athènes essaie de récupérer et d'institutionnaliser le culte de Dionysos en se ralliant autour des moments clés du culte, soit les fêtes dionysiaques. 
Au fil du temps, la portée religieuse est évacuée desdites fêtes pour être remplacée par une portée sociale et politique qui consiste à instruire moralement les citoyens, à travers l'implantation de concours dramatiques (principalement avec la création des Grandes Dionysies) s'articulant autour de la culture grecque de l'âgon (combat). Il s'agit ainsi d'un recadrage des fêtes dionysiaques au service de la Cité. De fait, quelques changements majeurs s'opèrent tranquillement, sans être radicaux. Au sein même des fêtes, il y a un passage du domaine du surhumain vers le domaine humain concret, d'une culture sacrée à une culture de la chose publique. Autrement dit, il y a une confrontation, qui sera présente dans les pièces de théâtre également, notamment l'Antigone de Sophocle, des valeurs de l'ancien monde versus celles du nouveau monde.

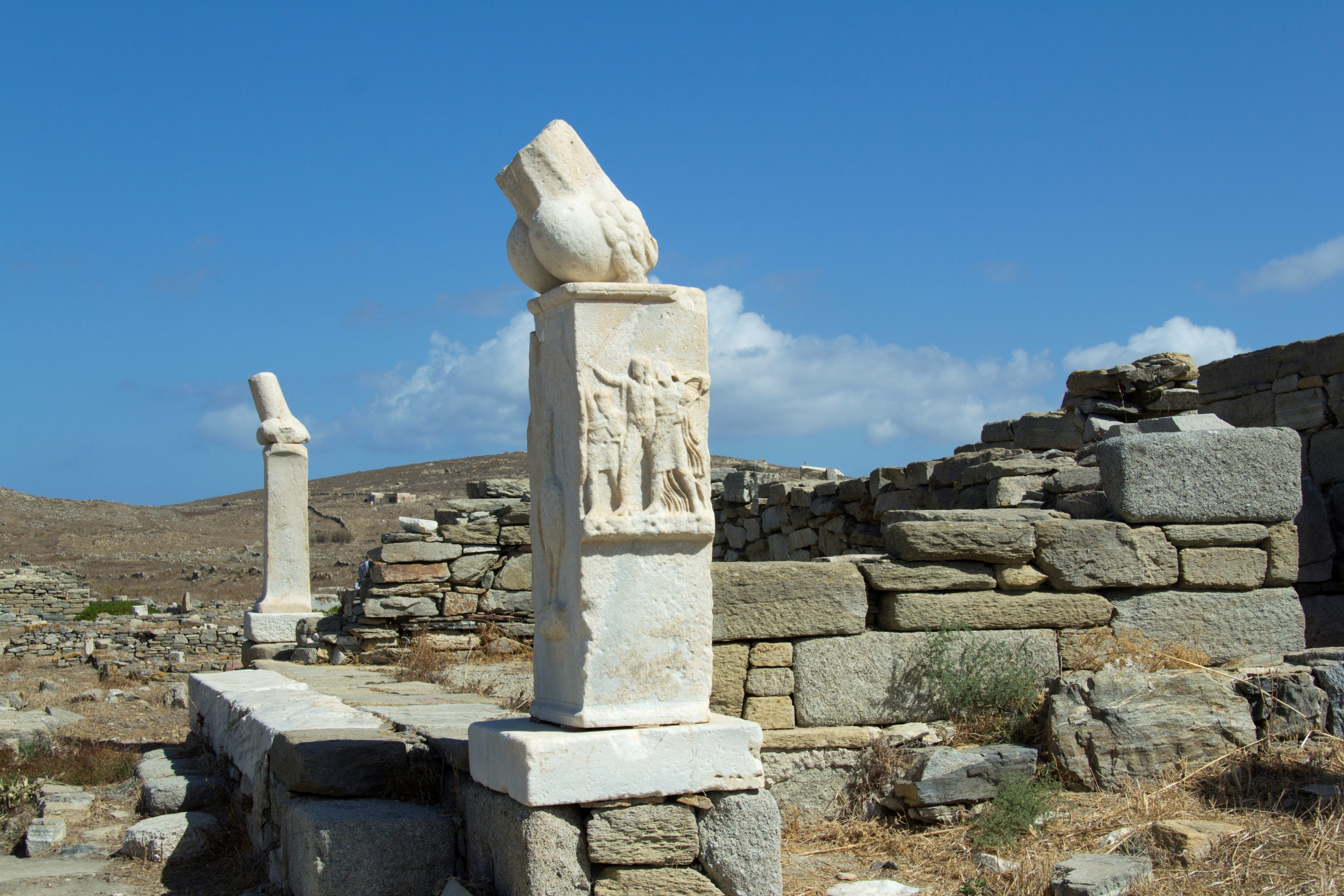
Un phallus sculpté à l'entrée du temple de Dionysos à Delos

Si d’un côté le culte de Dionysos était pratiqué déjà depuis des siècles, de l'autre on voit la nécessité de créer un évènement extraordinaire avec une participation collective, afin d’intégrer les citoyens au nouveau système représenté par la tyrannie[réf. nécessaire].
Ces fêtes villageoises consistant dans la procession d'un phallus ont généralement été interprétées comme des rites de fécondité, mais peuvent présenter un lien plus ancien avec Dionysos « feu divin ». Ainsi, dans les Dionysies urbaines, l'image du dieu était portée par des éphèbes du Foyer eskhárā au Théâtre.
Durant les Dionysies, les activités de la ville s'arrêtaient, et tous les citoyens étaient invités à collaborer à l'événement, ce qui renforçait la cohésion sociale ; les procédures légales étaient interrompues pendant que les prisonniers étaient temporairement libérés pour participer aux fêtes.

## Les Dionysies rurales ou Petites Dionysies
Les Dionysies rustiques, dites aussi petites Dionysies ou Dionysies des champs, étaient des fêtes religieuses organisées par les dèmes de l'Attique principalement au mois de Poséidéon du calendrier attique, correspondant à décembre du calendrier julien. Il est probable que les divers dèmes célébraient Dionysos à des dates différentes, parce qu'il est connu que les passionnés allaient à des célébrations en divers lieux.
L'organisation de la fête relevait du chef du dème, le démarque, et sa structure devait calquer, même dans des proportions mineures, celle des Dionysies urbaines. Mais elles semblent s'être déroulées sans le ministère des prêtres. Parmi les réjouissances populaires de ces Dionysies rurales figurait le jeu appelé en grec ancien ἀσκωλιασμός / askoliasmos, qui consistait à sauter à cloche-pied sur des outres graissées. Les cortèges de personnages déguisés (en grec κῶμοι / kômoi) au cours de ces festivités sont une des sources à l'origine de l'ancienne comédie.
L'élément central des Dionysies rustiques était les phallophories : en tête du cortège qui traverse les faubourgs d'Athènes, le phallophore porte un attribut sexuel gigantesque, suivi par une cohue de personnages, trognes barbouillées de lie de vin, échangeant dans un joyeux tintamarre facéties, mimiques obscènes et quolibets avec les badauds qui font la haie. Au cours de ces processions solennelles, on priait pour la fertilité des champs. Des représentations tragiques et comiques avaient lieu, même si on n'a pas de preuves précises concernant leur structure et leur déroulement qui puissent permettre une reconstitution fidèle. Il n'est pas certain, en outre, si des concours théâtraux se déroulaient à cette occasion ; il est certain cependant que des représentations dramatiques avaient lieu dans le dème du Pirée.

## Les Dionysies citadines ou Grandes Dionysies
Les Grandes Dionysies se déroulaient à Athènes, au théâtre de Dionysos, devant la statue du dieu, et sous la présidence du grand prêtre de Dionysos, entre le 9 et le 14 environ du mois de Élaphébolion du calendrier attique, correspondant aux mois de mars-avril du calendrier julien.
Lieu et période ne sont bien sûr pas fortuits : au printemps, en effet, les conditions de navigabilité de la mer Égée étaient optimales, garantissant à la polis la présence d’un nombre considérable d’étrangers, entre commerçants et alliés de la ligue de Délos. Cette condition particulière de cosmopolitisme permettait aux Athéniens soit de montrer leur supériorité culturelle, soit d'en faire une occasion de propagande politique et militaire face aux autres cités grecques[réf. nécessaire]. À l'ouverture des agônes tragiques, après des processions de vierges, un héraut présentait aux spectateurs les orphelins de guerre qui avaient atteint l'âge éphèbique : ces derniers étaient revêtus d'une armure, marque de maturité, et prenaient place au théâtre. L'habillement des éphèbes était suivi par la célébration de la puissance militaire d'Athènes, mais aussi de l'institution civique même, puisque les jeunes orphelins étaient élevés et vêtus aux frais de l'État. À cette occasion, étaient aussi exposées les contributions que, chaque année, les villes alliées versaient à Athènes, signe distinctif d'une hégémonie de la polis sur les autres.
L'organisation des fêtes était confiée à l'archonte. L'archonte éponyme, dès son entrée en charge, choisissait trois des citoyens les plus riches pour leur confier la chorégie, c'est-à-dire la préparation d'un chœur tragique : dans l'Athènes démocratique les citoyens les plus aisés étaient invités à financer des services publics, qu'on appelait des liturgies ; ces riches citoyens assumaient certaines dépenses spéciales (outre la chorégie, une des liturgies les plus importantes était l'équipement et la préparation d'un bateau pour la flotte, la triérarchie).

### Calendrier probable des fêtes
Les Dionysies suivaient un calendrier prédéterminé, sur lequel nous n'avons cependant pas de certitude : il est sûr que le déroulement des agones et des liturgies varia au cours des siècles ; la reconstitution, de la part historique, du déroulement des événements est donc conjecturale. Un possible calendrier du Ve siècle av. J.-C. prévoyait ce qui suit :
- Le 8 du mois de Élaphébolion, se déroulaient les pré-agones, auxquels participaient les auteurs, les chorèges, les musiciens, les  chœurs et les acteurs. Probablement la même nuit, avait lieu une sorte de fête institutionnelle, le komos, qui durait jusque tard et à laquelle le vin et l'euphorie ne devaient pas être étrangers.

- Le 11, cinq comédies étaient présentées au théâtre, nombre qui, durant la guerre du Péloponnèse, fut réduit à trois pour des raisons économiques. Cette réduction diminuait les Dionysies d'un jour, car chacune des trois représentations suivait une tétralogie qui, elles, étaient réparties sur trois jours différents (cf. ci-dessous). Ces « agones comiques » se sont déroulés à partir de 486 av. J.-C. environ.

- Les trois derniers jours de la fête, du 12 au 14 d'Élaphébolion, étaient dédiés au déroulement des « agones tragiques », au cours desquels était proposée la représentation d'une tétralogie chaque jour.

## Principaux vainqueurs des concours théâtraux

### Concours tragiques
- -484 : Eschyle
- -472 : Eschyle (Les Perses)
- -471 : Polyphrasmon
- -468 : Sophocle (Triptolemus)
- -467 : Eschyle (Les Sept contre Thèbes) ;  Aristias, fils de Pratinas, se classa second ; Polyphrasmon se classa troisième.
- -463 : Eschyle (Le Supplice)
- -460 : Aristias, fils de Pratinas
- -458 : Eschyle (Orestie)
- -449 : Héracleidès
- -441 : Euripide
- -438 : Sophocle ; Euripide se classa second.
- -431 : Euphorion d'Athènes, fils d'Eschyle ; Sophocle se classa second ; Euripide se classa troisième avec Médée
- -428 : Euripide (Hippolyte)
- -427 : Philoclès, neveu d'Eschyle ; Sophocle se classa second.
- -416 : Agathon (représenté aux Lénéennes)
- -415 : Sénoclès
- -409 : Sophocle (Philoctète)
- -405 : Euripide (Les Bacchantes, Iphigénie à Aulis, Alcméon à Corinthe)
- -401 : Sophocle (Œdipe à Colone)
- -372 : Astydamas

### Concours comiques
- 486 av. J.-C. - Chionidès
- 472 av. J.-C. - Magnès
- 458 av. J.-C. - Euphonios
- 450 av. J.-C. - Cratès
- 446 av. J.-C. - Callias
- 437 av. J.-C. - Phérécratès
- 435 av. J.-C. - Hermippe le Borgne
- 423 av. J.-C. - Cratinos [la Bouteille (Pytinè)][10]
- 422 av. J.-C. - Kantharos le Comique
- 414 av. J.-C. - Amipsias (Les Fêtards)
- 402 av. J.-C. - Céphisodore
- 387 av. J.-C. - Ararôs (Côcalos), fils d'Aristophane
- 290 av. J.-C. - Poseidippos
- 278 av. J.-C. - Philémon
- 185 av. J.-C. - Lainès
- 183 av. J.-C. - Philémon (le jeune)
- 154 av. J.-C. - Chairion